# Bengt Schött
Bengt Otto Schött, född 6 maj 1927 i Lund, död 17 december 2016 i Enskede gård i Stockholm, var en svensk skådespelare och målare.

## Biografi
Schött var son till banktjänstemannen Rickard Schött och Anna-Sara Östergren och under en period, från 1958, gift med skådespelaren och regissören Britt-Marie Schött, ogift Magnusson (1932–2015). Schött växte upp i Lund och studerade skådespeleri  privat för Dagmar Bentzen, Elsa Widborg och Sture Ericson, därefter vid Göteborgs Stadsteaters elevskola i mitten av 1940-talet och verkade några år där som skådespelare, bland annat i Ingmar Bergmans uppsättningar av egna pjäsen Mig till skräck (1947) och Macbeth (1948). 
Han arbetade tillsammans med Ingmar Bergman flera gånger, bland annat på Malmö stadsteater i Don Juan och Tehuset Augustimånen (1954–1955), i filmen Kvinnodröm (1955) och TV-produktionen Enskilda samtal (1996) i regi av Liv Ullmann. Med ett uppehåll återvände han sedan till Malmö stadsteater och medverkade i ett flertal produktioner 1967–1989. 
Därutöver har han verkat på ett flertal teatrar, såsom Adolf i Fordringsägare och Jason i Medea på Wasa Teater i Finland, på Teatern i Gamla stan på 1950-talet, på Riksteatern, i Swedenhielms på Blancheteatern, på Folkteatern i Göteborg, titelrollen i Amédee på Halmstads Arenateater och på Atelierteatern i Göteborg. 
Schött studerade konst för Jules Schyl i Malmö och under studieresor i de nordiska länderna. Separat ställde han ut i bland annat Tranås, Kungälv och Göteborg. Hans konst består av ett fantasibetonat måleri där litterära och teatraliska motiv tolkas i starka färger.
Bengt Schött är gravsatt i minneslunden på Skogskyrkogården i Stockholm.

## Filmografi
- 1955 – Kvinnodröm
- 1956 – Swing it, fröken
- 1986 – Skånska mord – Esarparen (TV)
- 1993 – Chefen fru Ingeborg (TV)
- 1996 – Enskilda samtal (TV)
- 2000 – Skärgårdsdoktorn (TV-serie gästroll)
- 2003 – Tur & retur
- 2005 – Vinnare och förlorare

## Teater

### Roller
| År   | Roll                   | Produktion                                                  | Regi                | Teater                           |
| ---- | ---------------------- | ----------------------------------------------------------- | ------------------- | -------------------------------- |
| 1946 | En turist              | Av hjärtans lust Karl Ragnar Gierow                         | Lars-Levi Læstadius | Helsingborgs stadsteater         |
| 1946 | Bonddräng              | Eklöv och lavendel Seán O'Casey                             | Lars-Levi Læstadius | Helsingborgs stadsteater         |
| 1946 | Pojken                 | Den ljusnande tid Alf Henrikson                             | Lars-Levi Læstadius | Helsingborgs stadsteater         |
| 1947 | En betjänt             | Lika för lika William Shakespeare                           | Lars-Levi Læstadius | Helsingborgs stadsteater         |
| 1947 | Kontorsbudet           | Peppar och salt Siegfried Geyer och Paul Frank              | Lars-Levi Læstadius | Helsingborgs stadsteater         |
| 1947 | Anders                 | Mig till skräck Ingmar Bergman                              | Ingmar Bergman      | Göteborgs stadsteater            |
| 1948 | Donalbain              | Macbeth William Shakespeare                                 | Ingmar Bergman      | Göteborgs stadsteater            |
| 1950 | Bibliotekarie Möhrchen | Den lilla hovkonserten Toni Impekoven och Paul Verhoeven    | Ingegerd Aschan     | Wasa Teater                      |
| 1951 | Pedersen               | Swedenhielms Hjalmar Bergman                                | Harry Roeck-Hansen  | Blancheteatern                   |
| 1953 | Första kirurgen        | Drottningens juvelsmycke Carl Jonas Love Almqvist           | Bengt Lagerkvist    | Teatern i Gamla stan             |
| 1955 | Don Carlos             | Don Juan Molière                                            | Ingmar Bergman      | Malmö stadsteater                |
| 1955 | Omura                  | Tehuset Augustimånen John Patrick                           | Ingmar Bergman      | Malmö stadsteater                |
| 1955 |                        | Vår egen ö Leck Fischer                                     | Eva Sköld           | Malmö stadsteater                |
| 1963 | Osric                  | Hamlet William Shakespeare                                  | Lars Barringer      | Norrköping-Linköping stadsteater |
| 1976 |                        | Arsenik och gamla spetsar Joseph Kesselring                 | Andris Blekte       | Malmö stadsteater                |
| 1978 |                        | Harvey Mary Chase                                           | Anders Bäckström    | Malmö stadsteater                |
| 1979 |                        | Det är väl mitt liv? (Whose Life Is It Anyway?) Brian Clark | Torsten Sjöholm     | Malmö stadsteater                |
| 1980 |                        | Omaka par (The Odd Couple) Neil Simon                       | Egon Larsson        | Malmö stadsteater                |
| 1981 | Uppassaren             | Stängda dörrar (Huis clos) Jean-Paul Sartre                 | Folke Sundquist     | Malmö stadsteater                |
| 1981 |                        | Kattleken István Örkény                                     | Andris Blekte       | Malmö stadsteater                |
| 1982 |                        | En skugga Hjalmar Bergman                                   | Thomas Porathe      | Malmö stadsteater                |
| 1984 |                        | Peer Gynt Henrik Ibsen                                      | Edith Roger         | Malmö Stadsteater                |
| 1986 |                        | Husets herre (Мещане, Mesjtjane) Maksim Gorkij              | Barbro Larsson      | Malmö Stadsteater                |
| 1987 |                        | Jaktscener från Nedre Bayern Martin Sperr                   | Magnus Bergquist    | Malmö stadsteater                |
| 1988 |                        | En uppstoppad hund Staffan Göthe                            | Magnus Bergquist    | Malmö Stadsteater                |